# Mecoptera
Ordre
Les mécoptères (Mecoptera) sont un ordre d'insectes, de la sous-classe des ptérygotes, de l'infra-classe des néoptères et du super-ordre des holométaboles.

## Caractéristiques
Les mécoptères sont caractérisés par :
- une tête en forme de rostre où le labrum, le clypéus et le front forment une seule sclérite sans suture visible[1].

Le mot vient du grec ancien μῆκος, mêkos, « longueur ».
Ce sont des insectes carnivores ou nécrophages, parmi lesquels on trouve :
- les panorpes ou mouches scorpions ;
- le Bittacus italicus qui a la curieuse particularité de chasser suspendu à une branche par ses pattes antérieures en saisissant des proies avec ses longues pattes postérieures. Le mâle est sans abdomen recourbé.

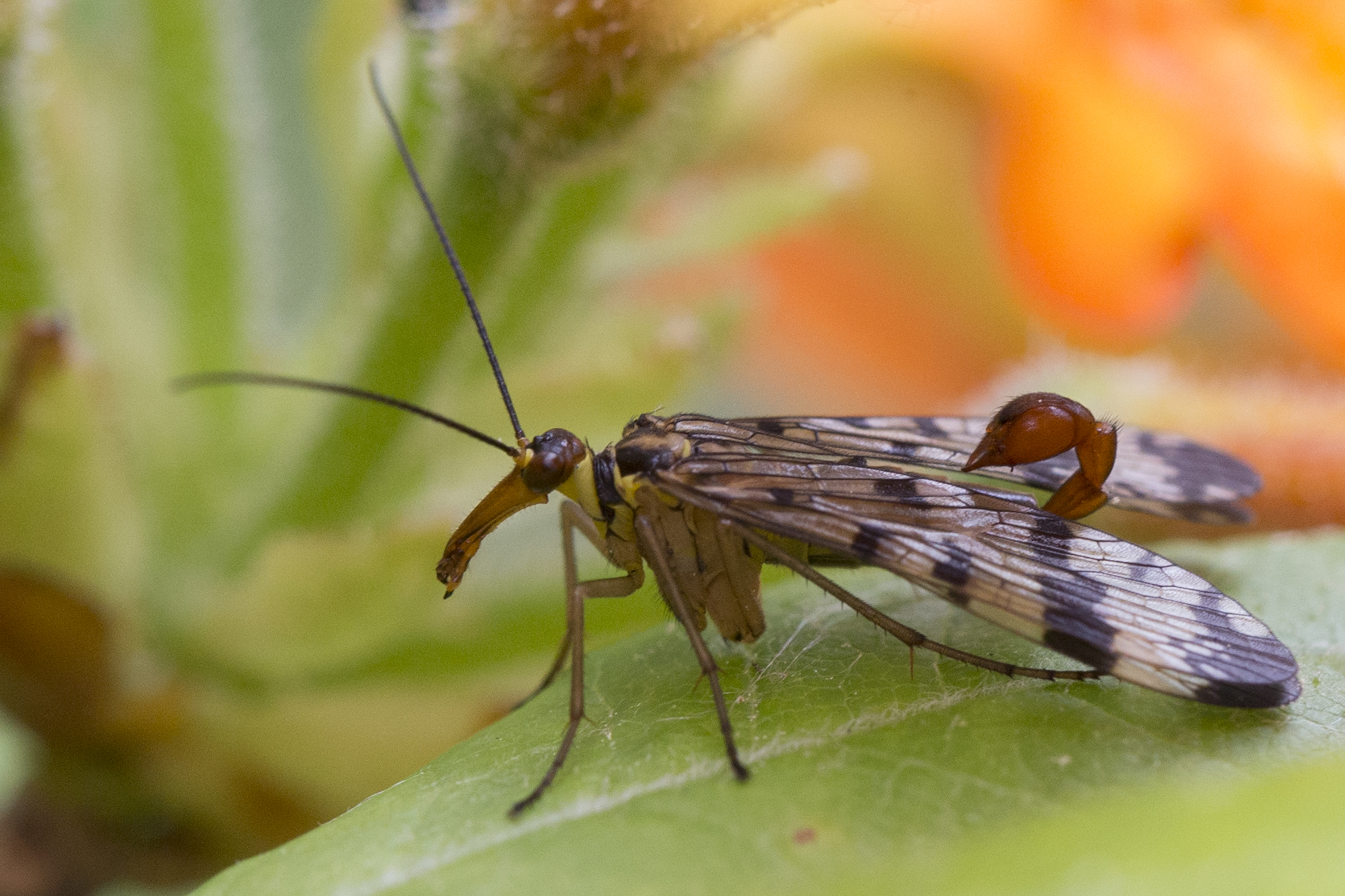
Panorpa vulgaris - mâle
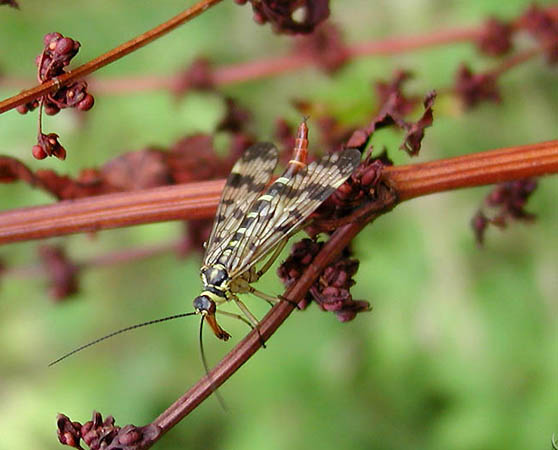
Panorpa vulgaris - femelle

Les mâles apportent de la nourriture à la femelle pour s'accoupler. Mais s'il aperçoit une femelle qui lui « plaît davantage », il reprend ce qu'il reste de son cadeau à sa partenaire pour aller le présenter à la nouvelle conquête.

## Classification
En Europe on en rencontre 3 familles :
- famille Bittacidae
- famille Boreidae
- famille Panorpidae

Liste complète des familles:
- famille Apteropanorpidae
- famille Bittacidae
- famille Boreidae
- famille Choristidae
- famille Eomeropidae
- famille Meropeidae
- famille Nannochoristidae
- famille Panorpidae
- famille Panorpodidae

### Position phylogénétique
|  | \| \| Megaloptera \| \| \| \| \| \| Raphidioptera \| \| \| \| \| \| Neuroptera \| \| \| \| |
|  |                                                                                            |
|  | Coleoptera                                                                                 |
|  |                                                                                            |
|  | Megaloptera                                                                                |
|  |                                                                                            |
|  | Raphidioptera                                                                              |
|  |                                                                                            |
|  | Neuroptera                                                                                 |
|  |                                                                                            |

|  | Megaloptera   |
|  |               |
|  | Raphidioptera |
|  |               |
|  | Neuroptera    |
|  |               |

|  | Strepsiptera |
|  |              |

|  | Diptera      |
|  |              |
|  | Mecoptera    |
|  |              |
|  | Siphonaptera |
|  |              |

|  | Trichoptera |
|  |             |
|  | Lepidoptera |
|  |             |

|  | Diptera      |
|  |              |
|  | Mecoptera    |
|  |              |
|  | Siphonaptera |
|  |              |

|  | Trichoptera |
|  |             |
|  | Lepidoptera |
|  |             |

|  | Hymenoptera |
|  |             |

|  | Diptera      |
|  |              |
|  | Mecoptera    |
|  |              |
|  | Siphonaptera |
|  |              |

|  | Trichoptera |
|  |             |
|  | Lepidoptera |
|  |             |

|  | Diptera      |
|  |              |
|  | Mecoptera    |
|  |              |
|  | Siphonaptera |
|  |              |

|  | Trichoptera |
|  |             |
|  | Lepidoptera |
|  |             |

|  | Hymenoptera |
|  |             |

|  | \| \| Megaloptera \| \| \| \| \| \| Raphidioptera \| \| \| \| \| \| Neuroptera \| \| \| \| |
|  |                                                                                            |
|  | Coleoptera                                                                                 |
|  |                                                                                            |
|  | Megaloptera                                                                                |
|  |                                                                                            |
|  | Raphidioptera                                                                              |
|  |                                                                                            |
|  | Neuroptera                                                                                 |
|  |                                                                                            |

|  | Megaloptera   |
|  |               |
|  | Raphidioptera |
|  |               |
|  | Neuroptera    |
|  |               |

|  | Strepsiptera |
|  |              |

|  | Diptera      |
|  |              |
|  | Mecoptera    |
|  |              |
|  | Siphonaptera |
|  |              |

|  | Trichoptera |
|  |             |
|  | Lepidoptera |
|  |             |

|  | Diptera      |
|  |              |
|  | Mecoptera    |
|  |              |
|  | Siphonaptera |
|  |              |

|  | Trichoptera |
|  |             |
|  | Lepidoptera |
|  |             |

|  | Hymenoptera |
|  |             |

|  | Diptera      |
|  |              |
|  | Mecoptera    |
|  |              |
|  | Siphonaptera |
|  |              |

|  | Trichoptera |
|  |             |
|  | Lepidoptera |
|  |             |

|  | Diptera      |
|  |              |
|  | Mecoptera    |
|  |              |
|  | Siphonaptera |
|  |              |

|  | Trichoptera |
|  |             |
|  | Lepidoptera |
|  |             |

|  | Hymenoptera |
|  |             |

## Pionniers de la pollinisation
On pensait que les gymnospermes et les ptéridophytes de la période jurassique étaient principalement anémogames. L'examen d'un groupe fossile de mécoptères de cette période géologique montre qu'ils disposent d'un proboscis (trompe allongée) adapté à la consommation de nectar, rendant ces insectes aptes à la pollinisation d’espèces antérieures (conifères, fougères) aux angiospermes.